# Craigieburn
Craigieburn är en del av en befolkad plats i Australien. Den ligger i kommunen Hume och delstaten Victoria, omkring 24 kilometer norr om delstatshuvudstaden Melbourne. Antalet invånare är 19 728.
Runt Craigieburn är det tätbefolkat, med 947 invånare per kvadratkilometer.. Närmaste större samhälle är Reservoir, omkring 14 kilometer söder om Craigieburn. 
Trakten runt Craigieburn består till största delen av jordbruksmark. Genomsnittlig årsnederbörd är 1 244 millimeter. Den regnigaste månaden är juli, med i genomsnitt 140 mm nederbörd, och den torraste är januari, med 49 mm nederbörd.